# Stanežiče
Stanežiče – wieś w Słowenii, w gminie miejskiej Lublana. W 2018 roku liczyła 747 mieszkańców. 